# Finian Maynard
Pour les articles homonymes, voir Maynard.
Finian Maynard (né le 22 novembre 1974 à Dublin) est un véliplanchiste irlandais, ancien détenteur du record du monde de vitesse avec une vitesse moyenne de 48,70 nœuds (90,19 km/h) et qui fut quatre fois champion du monde de la discipline (de 1998 à 2001).